# Francisco Meneghini
Francisco „Paqui” Meneghini Correa (ur. 13 sierpnia 1988 w Rosario) – argentyński trener piłkarski, od 2025 roku prowadzi chilijski O’Higgins.